# Luciano Montero
Luciano Montero Hernández (ur. 20 kwietnia 1908 w Ordizii – zm. 1 sierpnia 1993 w Buenos Aires) – hiszpański kolarz szosowy i torowy, srebrny medalista szosowych mistrzostw świata.

## Kariera
Największy sukces w karierze Luciano Montero osiągnął w 1935 roku, kiedy zdobył srebrny medal w wyścigu ze startu wspólnego podczas szosowych mistrzostw świata w Floreffe. W zawodach tych wyprzedził go jedynie Belg Jean Aerts, a trzecie miejsce zajął jego rodak Gustave Danneels. Był to jednak jedyny medal wywalczony przez niego na międzynarodowej imprezie tej rangi. Ponadto w latach 1927 i 1928 wygrywał GP Pascuas, w 1934 roku był najlepszy w Grand Prix de l'Écho d'Alger i GP Viscaya oraz drugi w Vuelta a Pontevedra, a w latach 1934-1936 był trzeci w Grand Prix des Nations. W 1934 roku wziął udział w Tour de France, zajmując ostatecznie 30. miejsce. Startował także na torze, jednak bez większych sukcesów. Nigdy nie wystąpił na igrzyskach olimpijskich. Jako zawodowiec startował w latach 1926-1943.